# Fuentidueña
Fuentidueña település Spanyolországban, Segovia tartományban. Fuentidueña Sacramenia, Valtiendas, Fuentesoto, San Miguel de Bernuy, Fuente el Olmo de Fuentidueña, Calabazas de Fuentidueña, Laguna de Contreras, Cobos de Fuentidueña, Navalilla, Fuenterrebollo, Cantalejo, Lastras de Cuéllar és Torrecilla del Pinar községekkel határos. Lakosainak száma 133 fő (2024).

## Népesség
A település népessége az elmúlt években az alábbi módon változott:
| Lakosok száma | 163  | 158  | 148  | 127  | 109  | 150  | 141  | 147  | 135  | 133  |
|               | 2001 | 2004 | 2007 | 2009 | 2012 | 2014 | 2017 | 2019 | 2022 | 2024 |